# Bensen X-25
Bensen X-25 era un piccolo autogiro statunitense, sviluppato negli anni sessanta da Igor Bensen e sponsorizzato dalla USAF.

Il programma X-25 fu avviato per dare possibilità ai piloti abbattuti di prendere terra in un punto scelto, diversamente dai paracadute, condizionati dal vento (programma DDV, Discretionary Descent Vehicle).

## Storia del progetto
L' X-25 derivava dagli autogiro della Bensen destinati al volo amatoriale (B-8, B-8M); per la prima volta la X dei velivoli sperimentali veniva assegnata ad un autogiro.

Il piccolo autogiro avrebbe dovuto equipaggiare aerei da combattimento per fornire un sistema di salvataggio dotato di una certa autonomia.
La prima versione base di X-25 fu definita un "gyro-chute" "giro-cadute" (gioco di parole tra autogiro e paracadute) ed in effetti era privo di propulsore.

Il suo utilizzo doveva essere "monouso", non recuperabile, ed era dotato di un sistema automatico che gli avrebbe consentito di adeguarsi alla velocità di eiezione dal velivolo, foss'anche stata supersonica.
Le altre due versioni erano invece motorizzate: il sistema propulsivo era un piccolo quattro cilindri montato dietro il pilota.
L'X-25A e B furono utilizzati per valutare tecniche di pilotaggio e per l'addestramento dei piloti all'autogiro.

La fattibilità del sistema alla fine fu dimostrata ma la realizzazione pratica fu sconsigliata: il progetto decadde dopo la fine della guerra in Vietnam, quando l'USAF perse interesse nel concetto di DDV.

## Versioni
Furono implementate tre versioni dell'X-25.
- X-25 - mai testato in volo.
- X-25A - era un Bensen B-8M che fu provato dall'USAF. Esemplare unico (numero di serie 68-10770), volò per la prima volta il 5 giugno 1968.
- X-25B - un B-8 testato dall'USAF. Esemplare unico (serial 68-10771), primo volo 23 gennaio 1968.

## Esemplari attualmente esistenti
- L'X-25A è presso l'Air Force Museum di Dayton.
- L'X-25B è al Museo AFFTC nella base di Edwards.